# Piet Salomons
Piet Salomons   (Batavia, 14 de juliol de 1924 - Schiedam i Amsterdam, 8 d'octubre de 1948) va ser un waterpolista neerlandès que va competir durant la dècada de 1940.
El 1948 va prendre part en els Jocs Olímpics de Londres, on va guanyar la medalla de bronze en la competició de waterpolo. Pocs mesos després dels Jocs se suïcidà.